# Robinson Crusoe (film, 1972)
Robinson Crusoe (ryska: Жизнь и удиви́тельные приключе́ния Робинзо́на Кру́зо, Zjizn i udivítelnyje prikljutjénija Ronbinzóna Krúzo) är en sovjetisk film från 1972 regisserad av Stanislav Govoruchin i Odessa Film Studio baserad på Daniel Defoes roman Robinson Crusoe.

## Handling
Efter ett skeppsbrott blir den enda överlevande sjömannen Robinson Crusoe strandsatt på en öde ö. Till en början är han överväldigad av förtvivlan, men livet går vidare, och han har inget annat val än att försöka överleva på ön, med hjälp av en del av sakerna från fartyget som kunde räddas från det sjunkna skeppet.

## Rollista
- Leonid Kuravljov — Robinson (röst av Aleksej Konsovskij)
- Iraklij Chizanisjvili — fredag
- Jevgenij Zjarikov — kapten
- Vladlen Paulus — Bill Atkins
- Vladimir Marenkov — Jack Woodley
- Aleksej Safonov — båtsman
- Valentin Kulik — kaptensassistent
- Ermengeld Konovalov — Bill
- Vladimir Gusev

### Svenska röster
- Jan Nygren
- Gösta Prüzelius
- Göthe Grefbo
- Tom Zacharias
- Håkan Folin[3]

## Produktion
Större delen av filmen spelades in i det subtropiska klimatet i Abchazien, i Suchumi-regionen. Nästan alla vyer över Robinsons ö från havet filmades dock på udden Världs ände på ön Sjikotan i Kurilerna och på ön Askold i Primorje kraj.[källa behövs]

## Mottagande
Filmen sågs av 26,3 miljoner tittare på bio i Sovjetunionen och av 1,742 miljoner i Polen (den mest framgångsrika sovjetiska filmen i Polen på 1970-talet).